# Gene Canfield
Gene Canfield (...) è un attore statunitense.
Ha partecipato ad oltre 40 produzioni, lavorando anche sotto la direzione di grandi registi, come Martin Brest in Vi presento Joe Black e Scent of a Woman - Profumo di donna, Barbet Schroeder in Formula per un delitto e Martin Scorsese in Quei bravi ragazzi.

## Filmografia
- Dream Street - serie TV, regia di Edward Zwick e Marshall Herskovitz (1989)
- Seduzione pericolosa, regia di Harold Becker (1989)
- L'ambulanza, regia di Larry Cohen (1990)
- Quei bravi ragazzi, regia di Martin Scorsese (1990)
- I migliori del Bronx, regia di Joseph B. Vasquez (1991)
- Bad Boy Story, regia di Juan José Campanella (1991)
- Il cattivo tenente, regia di Abel Ferrara (1992)
- Un uomo, una donna, una pistola, regia di Stacy Cochran (1992)
- Perversione mortale, regia di Christopher Crowe (1992)
- Sotto la cenere, regia di Mark Rosner (1992)
- Scent of a Woman - Profumo di donna, regia di Martin Brest (1992)
- Tribeca - serie TV, regia di David J. Burke (1993)
- Triplo gioco, regia di Peter Medak (1993)
- Carlito's Way, regia di Brian De Palma (1993)
- Corte marziale - Death Sentence, regia di Harry Moses (1994)
- Pallottole su Broadway, regia di Woody Allen (1994)
- Giuste sentenze - serie TV (1995)
- Big Night, regia di Stanley Tucci e Campbell Scott (1996)
- Bullet, regia di Julien Temple (1996)
- Central Park West - serie TV (1996)
- Una notte per caso, regia di Juan José Campanella (1997)
- All Over Me, regia di Alex SIchel (1997)
- Gli specialisti - serie TV (1998)
- Above Freezing, regia di Frank Todaro (1998)
- Vi presento Joe Black, regia di Martin Brest (1998)
- Omicidio a Manhattan, regia di Jean de Segonzac (1998)
- I Soprano (The Sopranos) - serie TV - episodio 1x13 (1999)
- Partita col destino, regia di Nick Stagliano (1999)
- Squadra emergenza - serie TV (1999)
- Oxygen,  regia di Richard Shepard (1999)
- A Clown in Babylon, regia di Nick Taylor (1999)
- The Yards, regia di James Gray (2000)
- I ragazzi della mia vita,  regia di Penny Marshall (2000)
- Law & Order: Criminal Intent - serie TV (2001)
- Law & Order - I due volti della giustizia - serie TV, 7 episodi (1991-2004)
- Bad Apple – La mela marcia,  regia di Adam Bernstein (2004)
- Law & Order - Unità vittime speciali - serie TV, 3 episodi (2000-2004)
- Law & Order - Il verdetto - serie TV (2005)
- Rescue Me - serie TV (2005)
- Carlito's Way - Scalata al potere, regia di Michael Bregman (2005)
- Un giorno ancora, regia di Lloyd Cramer (2007)
- The Bastard Men of Root Flats, regia di Marco Chierichella (2009)
- Voiceless, regia di Pat Necerato (2015)